# Traian Ungureanu
|  | Dieser Artikel wurde auf den Seiten der Qualitätssicherung des Projektes Politiker eingetragen. Hilf mit, ihn zu verbessern, und beteilige dich an der Diskussion! |

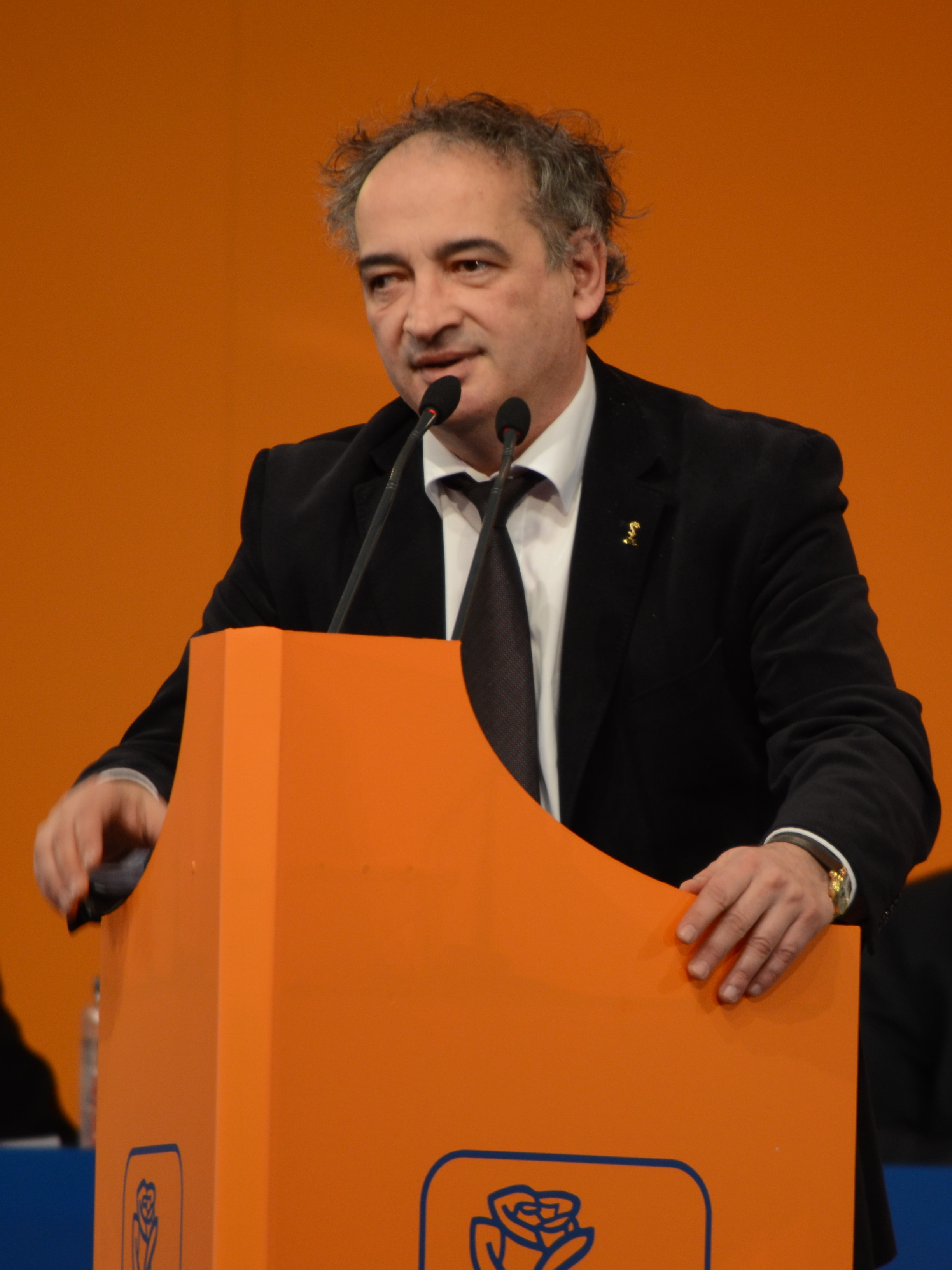
Traian Ungureanu (2013)

Traian Ungureanu (* 1. März 1958 in Bukarest) ist ein rumänischer Politiker der Partidul Național Liberal (zuvor Partidul Democrat-Liberal) und Journalist.

## Leben
Ungureanu studierte Rumänistik und Anglistik an der Fakultät für Sprach- und Literaturwissenschaften der Universität Bukarest. Nach seinem Abschluss 1983 arbeitete er bis 1988 als Journalist. Von 1989 bis 2003 war Ungureanu für den BBC World Service tätig. Seit 2003 arbeitet er als freischaffender Journalist. Ungureanu war von 2009 bis 2019 Abgeordneter im Europäischen Parlament. Dort war er stellvertretender Vorsitzender der Delegation in der Parlamentarischen Versammlung EURO-NEST (2009–2014, später einfaches Mitglied), Mitglied im Ausschuss für Beschäftigung und soziale Angelegenheiten (2009–2014) und im Ausschuss für bürgerliche Freiheiten, Justiz und Inneres (2014–2019).